# Edwin Land
Edwin Herbert Land (Bridgeport, 7 maggio 1909 – Cambridge, 1º marzo 1991) è stato un inventore e imprenditore statunitense, conosciuto come il co-fondatore nel 1937 della Polaroid Corporation. Seppe sfruttare le sue geniali intuizioni, inventando tra l'altro filtri economici per polarizzare la luce e un pratico sistema di fotografia istantanea in-camera. La sua fotocamera istantanea Polaroid fu messa in vendita alla fine del 1948 e rese possibile scattare una foto e svilupparla in 60 secondi o meno.
Land fu definito l'ultimo dei grandi geni, secondo, come numero di brevetti depositati, solo a Edison.
I suoi innovativi studi sulla percezione del colore lo portarono a formulare una teoria della visione cromatica che chiamò Retinex, con cui confutò la teoria classica di Newton dimostrando che il colore non è qualcosa di assoluto dato dalla lunghezza d'onda della luce riflessa di un punto ma dall'osservazione dell'intera scena con il confronto delle lunghezze d'onda delle aree circostanti.

## Biografia
Edwin Land nacque nel 1909 a Bridgeport, nel Connecticut, da genitori ebrei, Matie (nata Goldfaden) e Harry Land, commerciante di rottami metallici di un villaggio vicino a Kiev (Ucraina). Crescendo, Edwin era noto per smontare elettrodomestici, come un orologio da mensola e il nuovo grammofono della famiglia, oltre a far saltare tutti i fusibili della casa quando aveva sei anni. Fu rimproverato da suo padre quando smontò un fonografo e giurò che "niente e nessuno poteva impedirmi di portare a termine l'esecuzione di un esperimento". Aveva una sorella maggiore di nome Helen che, avendo difficoltà a pronunciare il nome di Edwin, lo chiamò "Din", un soprannome che rimase per tutto il resto della sua infanzia e fu usato tra i suoi amici più cari.
Land frequentò la Norwich Free Academy a Norwich, nel Connecticut, una scuola superiore semi-privata, e si diplomò nella classe del 1927 con lode. La biblioteca è stata intitolata postuma a lui, essendo stata finanziata da sovvenzioni della sua famiglia.
Studiò fisica all'Harvard College, in particolare ottica, ma lasciò dopo il primo anno, trasferendosi a New York City. Lì inventò i primi filtri economici in grado di polarizzare la luce, che chiamò pellicola Polaroid. Non era associato a un'istituzione educativa e gli mancavano gli strumenti di un vero e proprio laboratorio, il che lo rendeva un'impresa difficile, quindi si intrufolava in un laboratorio della Columbia University a tarda notte per usare le loro attrezzature. Si avvalse anche della New York Public Library per setacciare la letteratura scientifica alla ricerca di lavori precedenti sulle sostanze polarizzanti. La sua svolta arrivò quando si rese conto che, invece di tentare di far crescere un singolo cristallo di una sostanza polarizzante, poteva produrre un film con milioni di cristalli polarizzanti di dimensioni micron in perfetto allineamento l'uno con l'altro.
Land tornò all'Università di Harvard dopo aver sviluppato la pellicola polarizzante, ma non terminò gli studi né ricevette una laurea. Nonostante ciò, molti lo chiamavano Dr. Land.  Secondo il biografo Peter Wensberg, una volta che Land riusciva a vedere la soluzione di un problema nella sua testa, perdeva ogni motivazione per scriverla o dimostrare la sua visione agli altri. Spesso sua moglie, Terre, gli estorceva le risposte ai problemi dei compiti, su sollecitazione del suo insegnante. Lei poi scriveva i compiti e li consegnava in modo che lui potesse ricevere il credito e non fallire il corso.

### Polaroid

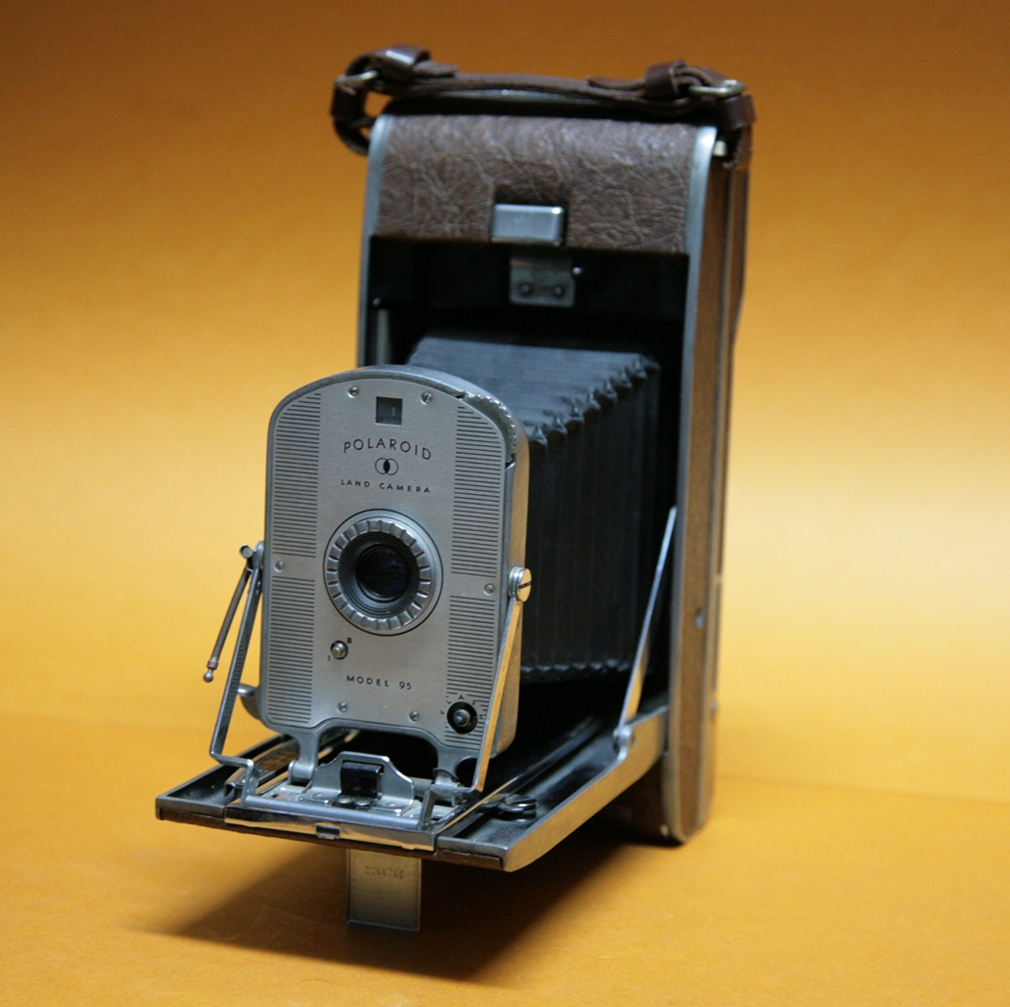
Polaroid land camera Mod. 95 1948

Nel 1932 fondò i Land-Wheelwright Laboratories insieme al suo professore di fisica ad Harvard, George Wheelwright III, per commercializzare la sua tecnologia polarizzante. Wheelwright proveniva da una famiglia di mezzi finanziari e accettò di finanziare l'azienda. Dopo alcuni successi iniziali nello sviluppo di filtri polarizzatori per occhiali da sole e filtri fotografici, Land ottenne finanziamenti da una serie di investitori di Wall Street per un'ulteriore espansione. L'azienda fu rinominata Polaroid Corporation nel 1937.
Land sviluppò e produsse ulteriormente i polarizzatori a foglio con il marchio Polaroid. Sebbene l'applicazione principale iniziale fosse per gli occhiali da sole e il lavoro scientifico, trovò rapidamente molte applicazioni aggiuntive: per l'animazione a colori nel jukebox Wurlitzer 850 Peacock del 1942, per gli occhiali nei film stereoscopici a colori (3-D), per controllare la luminosità della luce attraverso una finestra, un componente necessario di tutti gli LCD, e molti altri.
Durante la seconda guerra mondiale, lavorò a compiti militari, che includevano lo sviluppo di occhiali per l'adattamento al buio, cercatori di bersagli, le prime bombe intelligenti a guida passiva e uno speciale sistema di visualizzazione stereoscopica chiamato Vectograph, co-inventato con il rifugiato ceco Joseph Mahler, che rivelava le posizioni mimetizzate dei nemici nella fotografia aerea. Con tutto questo, è stato anche consulente del National Research Defense Committee che ha concentrato i suoi sforzi sulla ricerca scientifica non governativa.
Durante una vacanza a Santa Fe, nel New Mexico, con la figlia maggiore di tre anni, Jennifer, le scattò una foto. Dopo che lei le ha chiesto perché non riusciva a vedere la foto che suo padre le aveva appena scattato, nel giro di un'ora aveva già avuto l'idea di una macchina fotografica istantanea. Anche il suo avvocato specializzato in brevetti, Donald Brown, era lì in quel momento in visita a Santa Fe e gli si avvicinò rapidamente con questa idea e Brown accettò l'idea.  Dopo questo viaggio, la ricerca per lo sviluppo di questa idea è iniziata immediatamente.
Poco più di tre anni dopo, il 21 febbraio 1947, Land dimostrò una fotocamera istantanea e una pellicola associata alla Optical Society of America. Chiamata Land Camera, fu in vendita commerciale meno di due anni dopo. Polaroid ha originariamente prodotto sessanta unità di questa prima fotocamera. Cinquantasette furono messi in vendita presso i grandi magazzini Jordan Marsh di Boston prima delle vacanze di Natale del 1948. Gli esperti di marketing Polaroid hanno erroneamente indovinato che la fotocamera e la pellicola sarebbero rimaste in magazzino abbastanza a lungo da produrre una seconda tiratura in base alla domanda dei clienti. Tutte le cinquantasette telecamere e tutte le pellicole sono state vendute il primo giorno di manifestazioni.
Durante la sua permanenza in Polaroid, Land era noto per le sue sessioni di ricerca maratona. Quando Land concepiva un'idea, sperimentava e faceva brainstorming fino a quando il problema non veniva risolto senza interruzioni di alcun tipo. Aveva bisogno che gli portassero del cibo e che gli ricordassero di mangiare.  Una volta indossò gli stessi vestiti per diciotto giorni consecutivi mentre risolveva problemi con la produzione commerciale di pellicole polarizzanti. Man mano che l'azienda Polaroid cresceva, Land aveva al suo fianco squadre di assistenti che lavoravano a turni. Quando una squadra si esauriva, la squadra successiva veniva chiamata a continuare il lavoro.
Elkan Blout, uno stretto collaboratore di Edwin Land alla Polaroid, ha scritto: "Com'era Land? Conoscerlo è stata un'esperienza unica. Era un vero visionario; Vedeva le cose in modo diverso dalle altre persone, ed è questo che lo ha portato all'idea della fotografia istantanea. Era un uomo brillante e motivato che non si risparmiava e a cui piaceva lavorare con persone altrettanto motivate".